# Rainer Würdig
Rainer Würdig, nemški rokometaš, * 18. april 1947, Holzdorf.
Leta 1972 je na poletnih olimpijskih igrah v Münchnu v sestavi vzhodnonemške rokometne reprezentance osvojil četrto mesto.